# Cortébert (relojes)

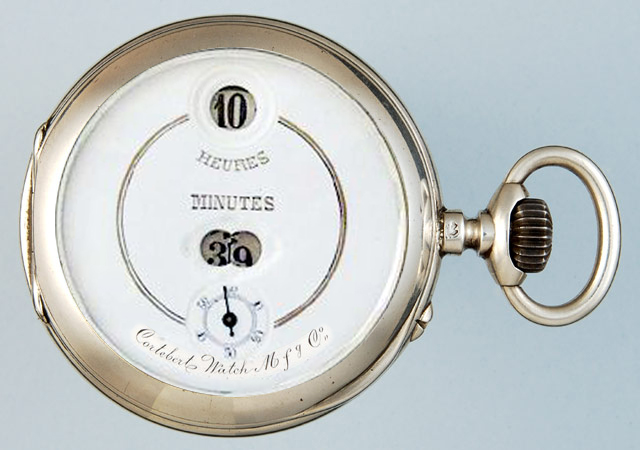
Reloj mecánico digital Cortébert (c 1890)

Cortébert Watch fue una manufactura relojera suiza fundada en 1790 por Adam-Louis Juillard y ubicada en la localidad de Cortébert, en el cantón de Berna. La empresa como tal dejó de funcionar en 1962, pero la marca ha sido recuperada en el siglo XXI.
Sus prestigiosos movimientos equiparon modelos de Rolex y de Panerai en la década de 1920, y decenas de miles de relojes de bolsillo Cortébert fueron utilizados por el personal de los ferrocarriles ingleses, italianos, turcos y rumanos.

## Historia
Los principales acontecimientos de la historia de la manufactura de relojes se resumen en la cronología siguiente:
- 1790. Fundación por Adam-Louis Juillard de un mostrador de relojería en Sonvilier.
- 1830. El hijo del fundador, Lucien Juillard, traslada la empresa a Saint-Imier.
- 1865. Se construye una nueva fábrica en Cortébert. Integra el comercio de ébauches y la fábrica bajo un mismo techo. El edificio se caracterizaba por la presencia de 66 ventanas en la fachada sur.
- 1880. La fábrica tomó el nombre de “Cortébert Blank Factory”.
- 1924. La empresa trasladó su departamento comercial a la localidad de La Chaux-de-Fonds.
- 1962. La fábrica pasó a manos de la empresa Omega en Biena, y pasó a ser un simple departamento de la casa matriz.
- 1984. Omega clausuró sus actividades en Cortébert, donde todavía trabajaban 105 personas.